# Пишма (смт)
Пишма́ (рос. Пышма) — селище міського типу, центр Пишминського міського округу Свердловської області.
Населення — 9806 осіб (2010, 10262 у 2002).